# Osmanščina
Osmanščina (tudi otomanščina, osmanska turščina) je bila različica turškega jezika, ki se je uporabljala kot administrativni in knjižni jezik v Osmanskem cesarstvu. Pravzaprav je osmanščina umetni jezik, ki so ga govorili samo ugledni ljudje in uradniki Osmanskega cesarstva; kmetje, vojaki in meščani so kot pogovorni jezik uporabljali turščino. V 15. stoletju so uradniki in veliki muslimanski duhovniki ustvarili knjižni jezik iz turščine z uporabo arabskih in perzijskih besed. Prevzeli so tudi perzijske in arabske slovnične elemente, čeprav ti trije jeziki spadajo k različnim jezikovnim družinam: turščina je altajski, arabščina je afroazijski, perzijščina pa indoevropski jezik. Poleg tega se je osmanščina pisala v arabski abecedi, ki ni ustrezala turškim glasovom. Osmanska slovnica je bila zelo zapletena in nerazumljiva. Zato so uradniki imeli veliko težav z osmanščino, ki ni mogla spremljati sprememb pogovorne turščine in imela veliko nenavadnih floskul.
Leta 1928 Kemal Atatürk je reformiral turško državo in odpravil osmanščino, iz pogovorne turščine pa so ustvarili nov knjižni jezik. Danes je osmanščino še mogoče študirati na turških univerzah.